# La signora Virginia
La signora Virginia è un dipinto di Umberto Boccioni del 1905. È conservato a Milano presso il Museo del Novecento.

## Descrizione
Boccioni, frequentando dal 1902 a Roma lo studio di Giacomo Balla, ne assimila la scrupolosa descrizione naturalistica mediata da un approccio di taglio fotografico al reale. Il ritratto della Signora Virginia, dal robusto plasticismo e che rimanda nella figura all'immaginario della donna, madre e casalinga, adotta dunque il taglio fotografico di Balla e testimonia l'esito degli studi sulla luce in chiave naturalistica e chiaroscurale di Boccioni. L'opera rappresenta un'anziana signora seduta su una poltrona con un cane sopra le sue gambe. I suoi vestiti sono cupi. Sullo sfondo si intravede uno scorcio della camera da letto.